# Franco Manfroi
Gianfranco "Franco" Manfroi (* 11. Juni 1939 in Canale d’Agordo; † 12. Oktober 2005 in Belluno) war ein italienischer Skilangläufer.
Manfroi, der für den Fiamme Oro startete, trat international erstmals bei den Nordischen Skiweltmeisterschaften 1962 in Zakopane in Erscheinung. Dort belegte er den 17. Platz über 30 km. Bei den Olympischen Winterspielen 1964 in Innsbruck  kam er auf den 19. Platz über 50 km. Seinen größten internationalen Erfolg hatte er bei den Nordischen Skiweltmeisterschaften 1966 in Oslo. Dort holte er die Bronzemedaille mit der Staffel. Zudem errang er dort jeweils den 20. Platz über 15 km und 30 km. Bei den Olympischen Winterspielen 1968 in Grenoble lief er auf den 32. Platz über 15 km und auf den 25. Rang über 30 km. Sein letztes internationales Rennen absolvierte er bei den Nordischen Skiweltmeisterschaften 1970 in Vysoké Tatry, das er auf dem 27. Platz über 50 km beendete. Bei den Olympischen Winterspielen 1972 in Sapporo war er als Trainer tätig. Bei italienischen Meisterschaften siegte er in den Jahren 1961 und 1964 mit der Staffel von Fiamme Oro.